# Baiyan, Shandong
Baiyan (kinesiska: 白彦镇, 白彦) är en köping i Kina. Den ligger i provinsen Shandong, i den östra delen av landet, omkring 160 kilometer söder om provinshuvudstaden Jinan. Antalet invånare är 69130. Befolkningen består av 33 387 kvinnor och 35 743 män. Barn under 15 år utgör 18,0 %, vuxna 15-64 år 70 %, och äldre över 65 år 11,0 %.
Genomsnittlig årsnederbörd är 902 millimeter. Den regnigaste månaden är juli, med i genomsnitt 265 mm nederbörd, och den torraste är januari, med 5 mm nederbörd.